# Roncus pecmliniensis
Espèce
Roncus pecmliniensis est une espèce de pseudoscorpions de la famille des Neobisiidae.

## Distribution
Cette espèce est endémique de Bosnie-Herzégovine. Elle se rencontre à Drinovci dans la grotte Ravlića Pećina.

## Description
La femelle holotype mesure 2,855 mm.

## Systématique et taxinomie
Cette espèce a été décrite par Ćurčić et Rađa en 2021.

## Étymologie
Son nom d'espèce, composé de pecmlini et du suffixe latin -ensis, « qui vit dans, qui habite », lui a été donné en référence au lieu de sa découverte, Peć Mlini.

## Publication originale
- Ćurčić, Rađa, Dimitrijević, Ćurčić & Ćurčić, 2021 : « Roncus ladestani n. sp. and R. pecmliniensis n. sp., two new pseudoscorpions (Pseudoscorpiones, Neobisiidae) from Croatia and Bosnia and Herzegovina, respectively. » Zoologichesky Zhurnal, vol. 100, no 2, p. 159–169.